# Pfarrkirche Petschnitzen

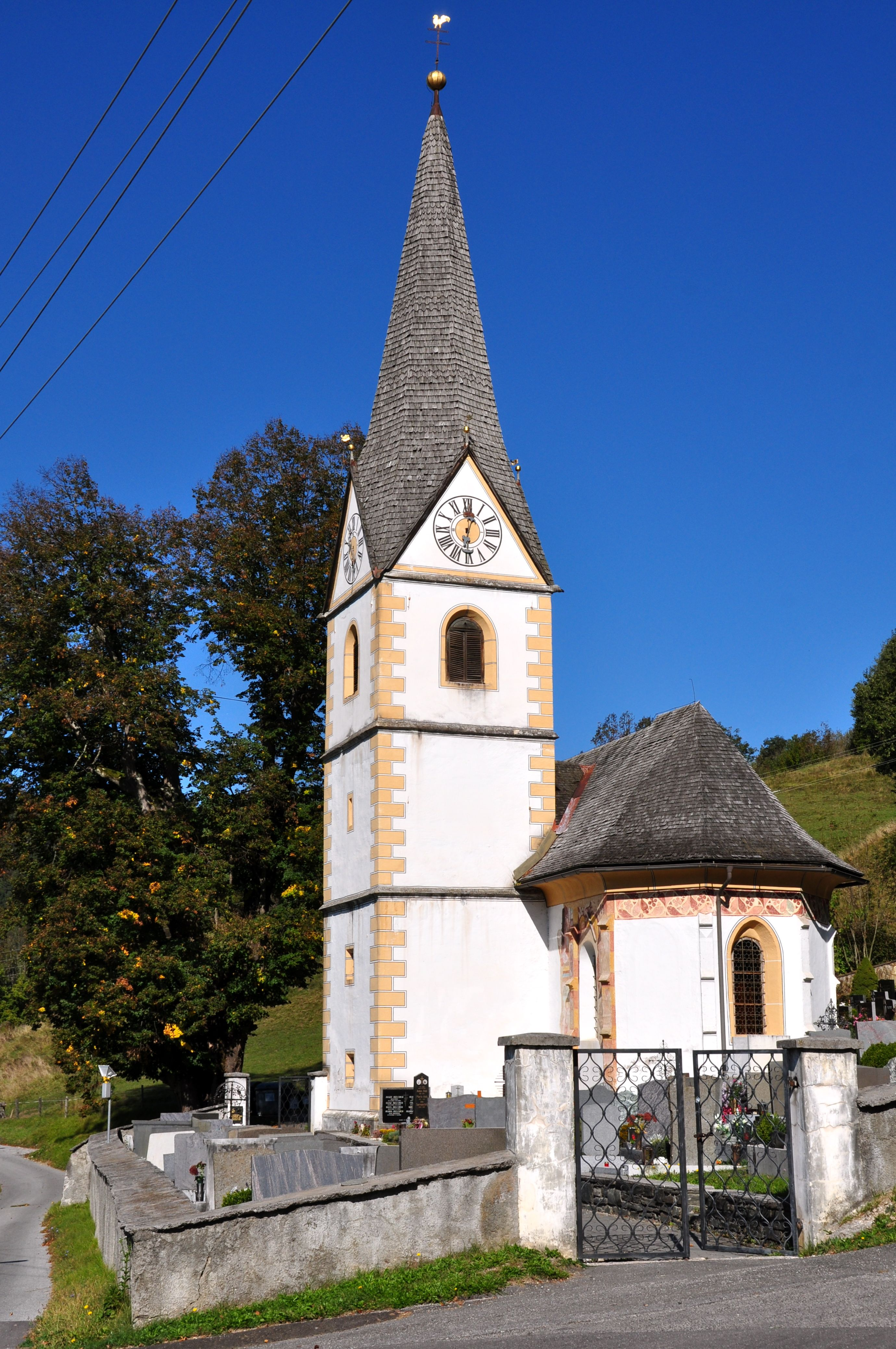
Katholische Pfarrkirche hl. Martin in Petschnitzen

Die römisch-katholische Pfarrkirche Petschnitzen steht im Süden der Ortschaft Petschnitzen in der Marktgemeinde Finkenstein am Faaker See im Bezirk Villach-Land in Kärnten. Die dem Patrozinium des Heiligen Martin von Tours unterstellte Pfarrkirche gehört zum Dekanat Rosegg/Rožek in der Diözese Gurk-Klagenfurt. Die Kirche und der Friedhof stehen unter Denkmalschutz (Listeneintrag).

## Geschichte
Urkundlich wurde 1283 und 1504 eine Kirche genannt. 1974 war eine Restaurierung. 1996 wurde der Altarraum umgestaltet.

## Architektur
Das Kirchenäußere zeigt einen kleinen spätgotischen barockisierten Kirchenbau mit rundbogigen Fenstern und einen eingezogenen Chor mit Spitzbogenfenstern und zweifach abgetreppten Strebepfeilern. Der mächtige Südturm hat abgefaste rundbogige Schallfenster, er trägt einen Spitzgiebelhelm. Das Westportal hat einen geraden Sturz.
Die Wandmalereien aus 1504 zeigen südlich am Chor Fragmente der Heiligen Christophorus und Mariä Verkündigung, an einem Strebepfeiler befindet sich die Malerei von zwei stehenden Heiligen übereinander mit einer Stifterfigur. Unter dem vorgezogenen Dach befinden sich Streifen mit Fragmenten spätgotischer Herzblattronamentik.
Das Kircheninnere zeigt ein vierjochiges Langhauses unter einem Flachtonnengewölbe mit Stichkappen. Die gemauerte Westempore auf zwei Säulen ist platzlunterwölbt. Im Ostjoch des Langhauses befindet sich südlich ein rundbogiges spätgotisches Sakristeiportal mit einer spätgotischen Tür, die Sakristei hat ein Gratgewölbe. Der eingezogene Triumphbogen ist rundbogig und abgefast. Der zweijochige Chor mit einem Dreiachtelschluss hat ein Kreuzrippengewölbe auf halbrunden Wandvorlagen, teils mit Rippen bis zum Boden herabgezogen, teils in kleinen Konsolen endend. In der kleinen Vorhalle befinden sich ein Kriegerdenkmal und ein gemauerter Aufgang zur Empore.
Das Kreuzrippengewölbe im Chor zeigt Rankenmalereien.

## Einrichtung
Den Hochaltar baute Joseph Kapfer 1771, er hat eine Säulenarchitektur mit einem geschwungenen Giebel, Baldachin, Opfergangsportale, er trägt die Mittelfigur hl. Martin und im Aufsatz Gottvater und zwei Engel und zwischen den Säulen die Heiligen Josef links und Barbara rechts und über den Opfergangsportalen Johannes Nepomuk links und Äbtissin rechts, die Opfergangstüren zeigen die Malerei der Heiligen Peter und Paul.
Rechts und links vom Triumphbogen befinden sich rundbogige Mauernischen mit Schnitzfiguren der Heiligen Florian links und Maria Immaculata rechts. An der Nordwand des Langhauses befindet sich eine überlebensgroße barocke Kreuzigungsgruppe aus dem Anfang des 18. Jahrhunderts. Über den Sakristeiportal befindet sich eine Korbbogennische mit der barocken Figur Christus an der Martersäule. Der barocke Taufstein hat einen Deckel.
Die Orgel ist aus 1904 neobarock gestaltet und von Franz Grafenauer. Eine Glocke nennt 1504.